# Secundino Zuazo
Secundino Zuazo Ugalde (Bilbao, 21 de mayo de 1887-Madrid, 12 de julio de 1970) fue un arquitecto y urbanista español. Es conocido por obras como la Casa de las Flores y los Nuevos Ministerios.

## Biografía

### El romanticismo historicista
Zuazo termina su carrera en Madrid, en 1912, residiendo desde entonces en la capital. Inicia sus trabajos en una época de romanticismo historicista que se concreta en arquitectura en multitud de edificios «recubiertos» de falsos elementos regionalistas.
Era hermano de Severino Zuazo, que fue un reconocido futbolista del Athletic Club a principios del siglo XX.

### La arquitectura racional
De espíritu clásico y lógico, estudia la verdadera arquitectura española en una de sus mejores épocas: la de Carlos III, domina su lenguaje y lo emplea de forma magistral en sus proyectos, que plantea siempre con gran valentía. Fue uno de los pocos arquitectos españoles que viajó mucho y tuvo, sin duda, que conocer los movimientos renovadores que, desde 1910, propugnaban en Europa introducir el racionalismo en la arquitectura. Tuvo la honradez de no adoptar ese nuevo lenguaje sin asimilarlo y, sin embargo, la calidad de su obra en la década de 1920–30 es tal, que incluso los jóvenes arquitectos que, en esos mismos años, luchan por introducir las «nuevas ideas», como Fernando García Mercadal o Carlos Arniches Moltó y otros, admiran la obra de Zuazo, la estudian y le consideran un verdadero maestro.

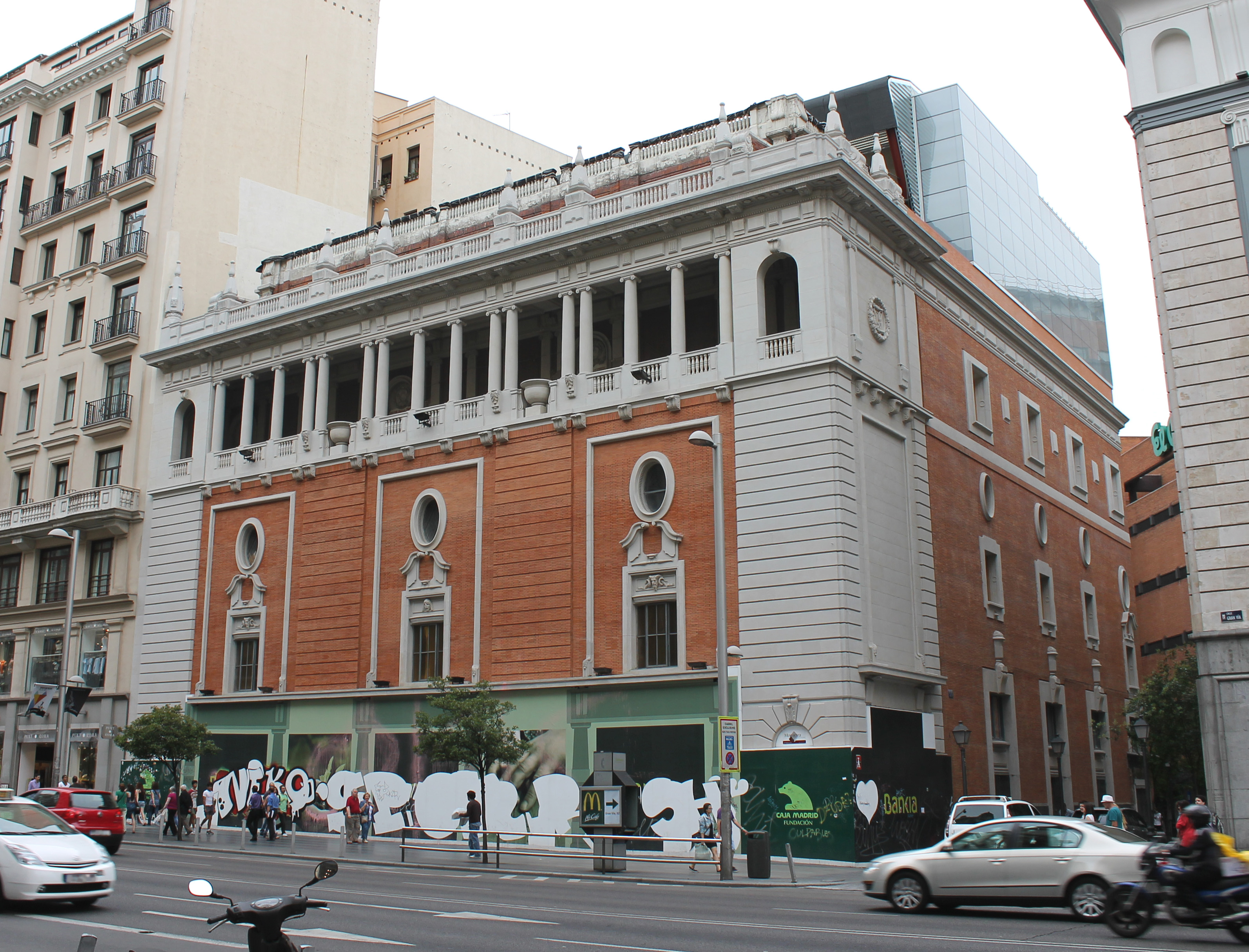
Edificio del Palacio de la Música en 2012

En esa época destaca su obra para el Palacio de la Música, en Madrid (1926), y el edificio de Correos en Bilbao (1927). En 1929, proyecta dos hotelitos en el Parque Metropolitano de Madrid que señalan un fuerte acercamiento al sencillo vocabulario racionalista; sin embargo, en 1931 construye una casa en la Plaza de la Independencia, de Madrid, de bellas proporciones, pero de nuevo en una línea muy clásica.
En urbanismo participó en el concurso internacional convocado por el Ayuntamiento de Madrid (1929) para el plan de extensión de Madrid, que incluía el proyecto de prolongación del Paseo de la Castellana, y un avance de un Plan comarcal de Madrid. La idea partió del arquitecto y urbanista alemán Hermann Jansen que, para participar en el concurso, preguntó a García Mercadal (que había trabajado con él en Berlín) por un posible colaborador madrileño, y este, pensó inmediatamente en Zuazo. Aunque recibió una alta consideración del jurado, el plan no fue premiado. Sin embargo, alguna de las propuestas se realizaron al cabo del tiempo, como la prolongación de la Castellana y el túnel ferroviario norte-sur (el que fue llamado el túnel de la risa por los madrileños).

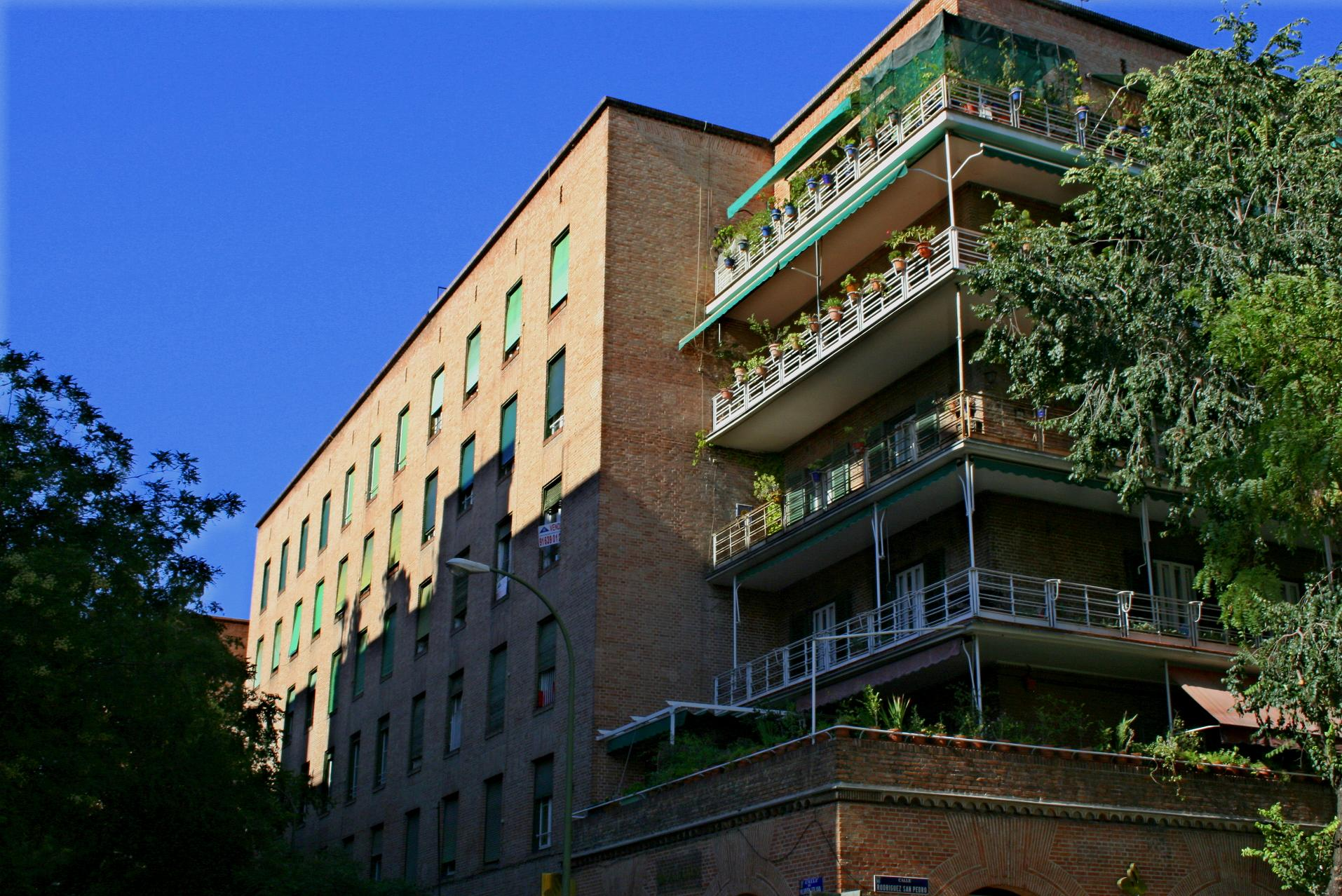
Vista de la Casa de las Flores.

### Segunda República
En 1932 diseña un bloque de viviendas —una manzana completa en el barrio de Argüelles— que supone un hito en la historia de la arquitectura española. Es la denominada Casa de las Flores, en la que introduce audaces criterios urbanísticos, de patios abiertos, y emplea ya con toda soltura el lenguaje racionalista, pero con el enorme interés de haber incorporado, con una maravillosa armonía, elementos muy tradicionales de la arquitectura española y muy adecuados al clima de la península ibérica.
Fue cofundador de la Asociación de Amigos de la Unión Soviética, el 11 de febrero de 1933, creada en unos tiempos en que la derecha sostenía un tono condenatorio en relación con los relatos sobre las conquistas y los problemas del socialismo en la URSS. En 1935 colaboró con Eduardo Torroja en el proyecto del desaparecido Frontón Recoletos.

### Guerra Civil

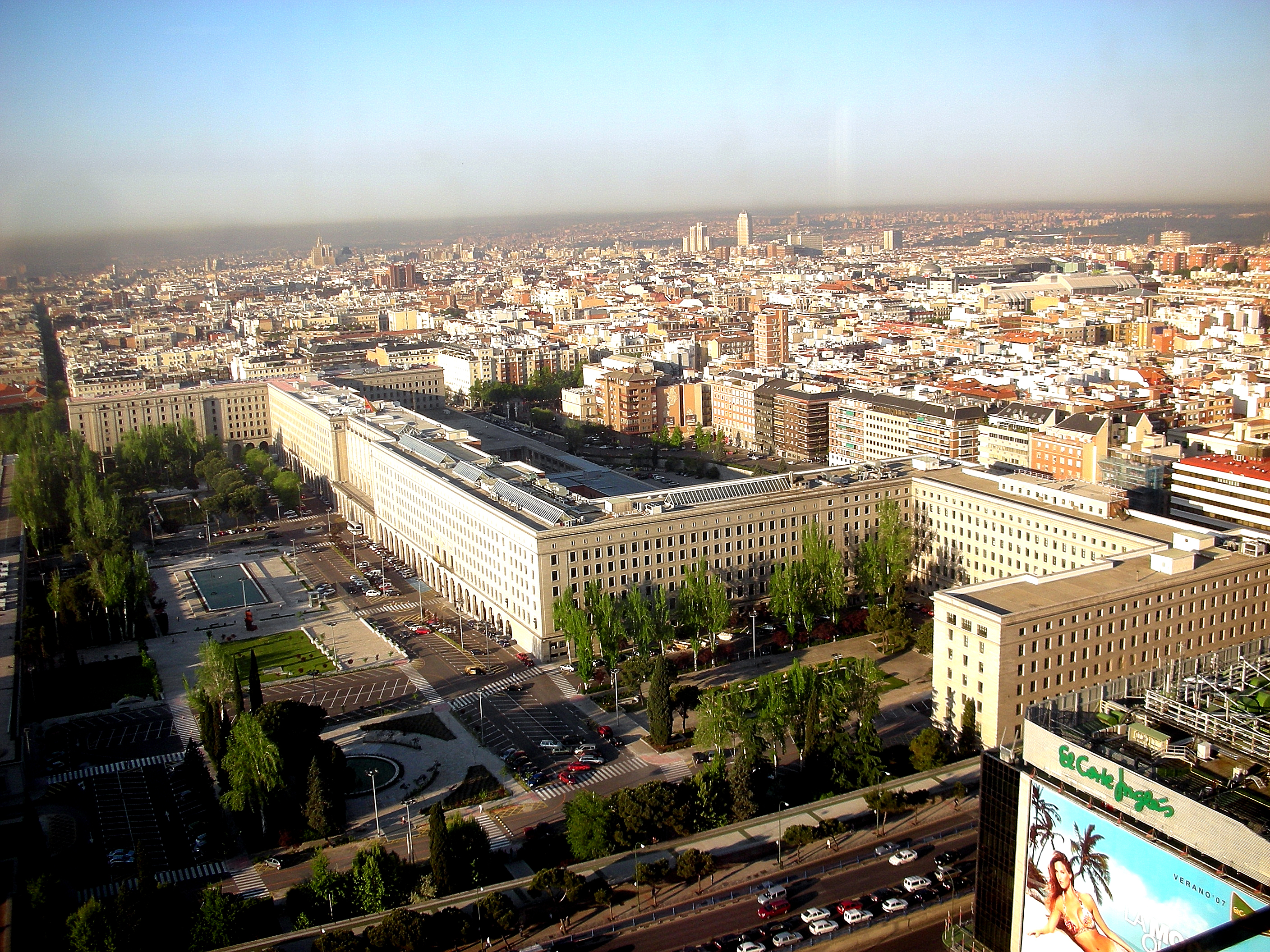
Los Nuevos Ministerios

A partir de esta obra, el papel de Zuazo en la arquitectura española debería haber sido similar al que desempeñó Erik Gunnar Asplund en los países escandinavos: el indiscutido maestro que había sabido incorporar las aportaciones innegables del racionalismo a los valores permanentes de la arquitectura de su país, pero en 1936, cuando trabajaba en una obra de gran envergadura: los Nuevos Ministerios, en Madrid, estalla la guerra civil española y trunca definitivamente esa interesante trayectoria (la obra de los Nuevos Ministerios se terminó de un modo distinto al que estaba proyectada).

### Posguerra

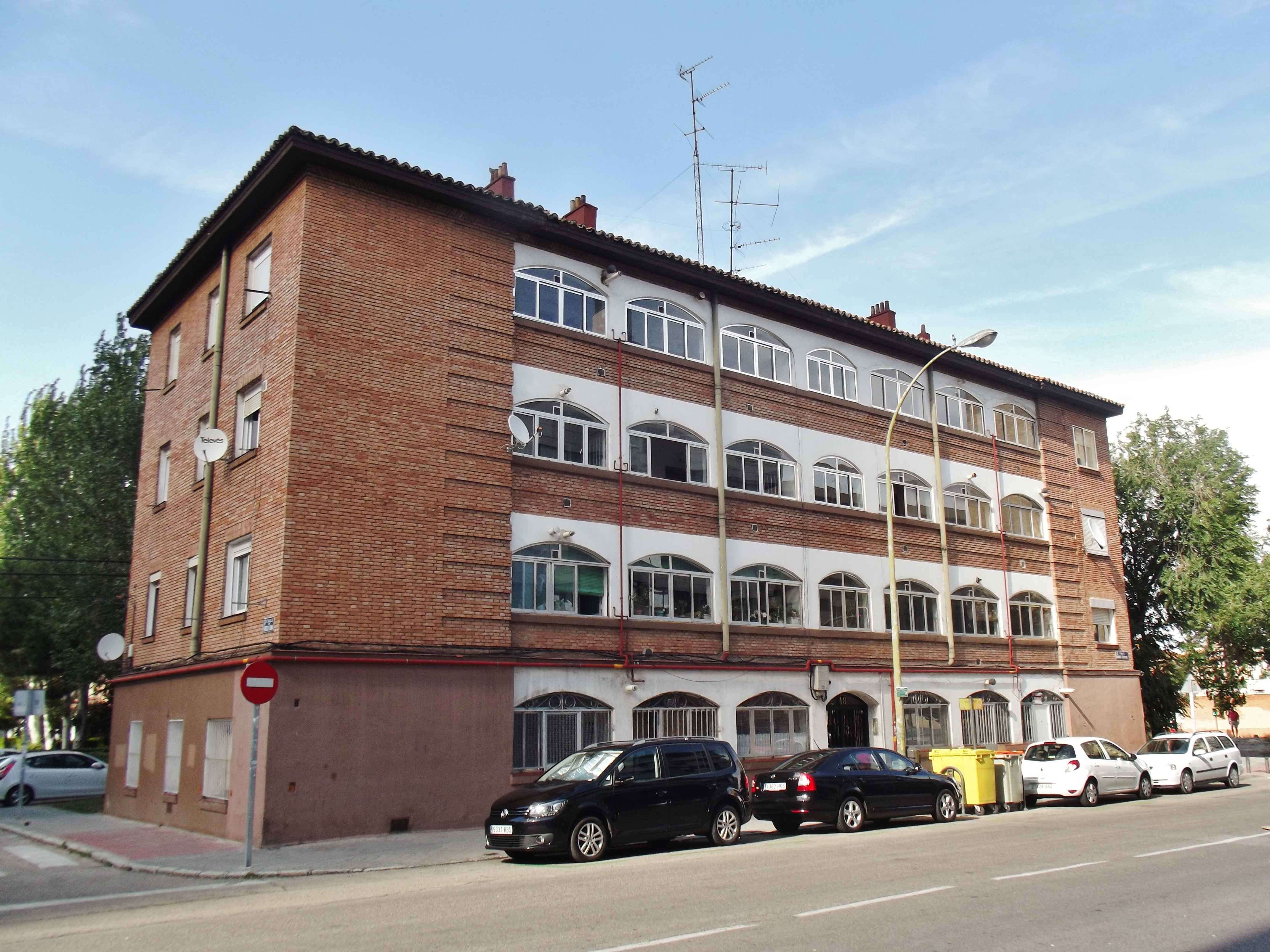
Vista de uno de los bloques de viviendas de la colonia San Cristóbal.

Zuazo sufre la amargura de la tragedia española y, cuando al cabo de los años regresa a España, ya no es capaz de recuperar la andadura iniciada. Durante los primeros años del franquismo, a iniciativa del líder falangista Manuel Valdés Larrañaga —que instó a la Dirección General de Seguridad (DGS) a la apertura de un expediente contra el arquitecto—, es depurado de la profesión. Además, es denostado por la dictadura como el «arquitecto de la República», y sufre destierro en Canarias de 1940 a 1943. Toda su obra posterior, aunque deja ver siempre su gran calidad como arquitecto, carece de esos valores magistrales que alcanzaron su máxima expresión en la Casa de las Flores.
El 11 de febrero de 1946 es elegido académico de la de Bellas Artes de San Fernando.
De este periodo es su proyecto de construcción entre 1948 y 1949 de viviendas para empleados de la EMT en los números 292-300 del paseo de la Castellana, la colonia San Cristóbal, también conocida como «Las Ochocientas» (viviendas).
A comienzos de los años 50 diseña la excelente Casa-Museo Victorio Macho en Toledo, finalizada en 1953, por encargo del propio escultor Victorio Macho. Este inmueble se levanta en la denominada "Roca Tarpeya" de la vieja ciudad castellana, en plena judería de la ciudad, en una escarpada zona que Zuazo supo aprovechar con maestría.
Fue uno de los arquitectos firmantes en 1953 del llamado Manifiesto de la Alhambra.

### Vida personal
Contrajo matrimonio con María Luisa Bengoa Zaldua (fallecida en Madrid el 26 de septiembre de 1973), con quien tuvo tres hijos: Javier (arquitecto como su padre y fallecido el 24 de junio de 2014), Carmen (fallecida en Madrid el 17 de noviembre de 2019 a los 95 años) e Isabel. Los restos de todos ellos descansan en el panteón diseñado en 1960 por el propio Secundino Zuazo, a pocos pasos de otro panteón también diseñado por él en 1949, el de Encarnación López "La Argentinita".